# Кидана Уолдо Кыфле
Кидана Уолдо Кыфле (ок. 1870 — 6 июня 1944) — абиссинский учёный-филолог, библеист, переводчик, путешественник. Годы его жизни по эфиопскому календарю — 1862—1936, из-за чего в ряде источников не на амхарском языке наблюдается путаница с датами жизни учёного.
Родился в Уагде, Шоа. Начальное образование получил на родине, затем изучал богословие в церковной школе в Гондэре. Окончив её, некоторое время занимался написанием и редактированием статей для газеты «Йекелэм Кэнд» («የቀለም ቀንድ»).
Его родным языком был амхарский, в юности он также выучил геэз. В 20-летнем возрасте отправился в Палестину, где изучал также арабский, иврит, древнесирийский и латынь. Много лет прожил в Иерусалиме, но в 1919 году был призван на родину будущим императором Хайле Селассие I (а тогда расом Тафари Мэконныном) для составления комментария к Книге пророка Иезекииля. Свою работу над этим трудом он завершил в 1924 году, после чего работа была издана.
Впоследствии Кыфле возглавлял одну из библиотек страны, а также занимался распространением амхарского языка среди жителей Эфиопии, благодаря чему представители разных народов его родной страны смогли свободно понимать друг друга. Он был преподавателем для нескольких поколений, а его уроки языка всегда были открытыми и бесплатными. Кыфле работал над составлением ивритско-геэзского и амхарско-геэзского словарей. Первый из них так и остался неизданным, второй уже после смерти Кыфле был завершён его учеником Дэстой Тэклэ Уолдо. Занимался также переводом с латыни Vitae Patrum, но и этот труд остался только в рукописи.
После оккупации в 1936 году в результате войны большей части Абиссинии итальянскими войсками не пошёл на сотрудничество с завоевателями и был заключён в тюрьму. Во время заключения содержался в тяжёлых условиях и почти ослеп, но всё равно пытался работать над составлением ономастического и топологического словаря амхарского языка («የሰዋሰው መጽሐፍ»). Вышел на свободу после освобождения страны британскими войсками и партизанами в 1941 году.
Тюрьма, однако, подорвала его здоровье, и спустя три года, в 1944 году, Кыфле скончался. Был погребён в монастыре Дебре-Либанос.